# 宗教事業協会
宗教事業協会（または宗教活動協会、イタリア語: Istituto per le Opere di Religioni、ラテン語: Institutum pro Operibus Religioni、簡称 IOR）は、ローマ教皇庁の資金管理と運営を行う組織。「バチカン銀行」、「神の銀行」とも呼ばれる。

## 概要
ローマ教皇庁の国家財政管理と資産運営を掌る組織として、ローマ教皇から指名された枢機卿が総裁となり、総裁のもとに各国の民間の投資銀行を通じて投資運用し資金調達を行っている。なおバチカンが公表する「国家予算」には、「宗教事業協会」の投資運用による利益は入っていない。

## 歴史

### 設立
1929年のラテラノ条約締結後にイタリア王国から支払われた9億4000万ドルの教皇領の没収に係る補償金を資本に、第二次世界大戦中の1942年6月27日に、ピオ12世によってそれまでの「宗務委員会（Amministrazione delle Opere di Religione）」から改組され設立された。
なお1945年8月に終結した第二次世界大戦後にドイツの戦犯容疑者の南アメリカ諸国やスペインなどへの親ドイツ、反共カトリック国への逃亡幇助に、宗教事業協会の資金（ナチスの金塊）が流用されたと指摘された（Bigelow Report）。1999年11月、en:Alperin v. Vatican Bank として知られる集団訴訟が始まり現在も継続中である。

### ヨハネ・パウロ1世による改革頓挫と死
1978年8月にローマ教皇に就任したヨハネ・パウロ1世は、就任後に宗教事業協会の不透明な財政についての改革を正式に表明し、その一環として、宗教事業協会の投資運用と資金調達を行う主力行としての業務を行っていたイタリア国立労働銀行の子会社のアンブロシアーノ銀行との関係見直しを表明した。
さらに水面下では、当時の宗教事業協会で、アンブロシアーノ銀行やマフィア、極右秘密結社の「ロッジP2」などとの不明朗な関係が噂されていたアメリカ人のポール・マルチンクス大司教の更迭を決め、マルチンクス総裁以外にも、宗教事業協会の汚職に関係していたジャン＝マリー・ヴィヨ国務長官をはじめとする複数のバチカン内部の関係者の更迭を決定し、ヴィヨ国務長官やマルチンクス大司教などその一部に対して更迭を言い渡していた。
就任後間もないにもかかわらずこの様に大胆な改革を進めたことが、多くのバチカン内の改革派と信者からの支持と喝采（そして対象者とその利害関係者からの抵抗と非難）を受けたが、教皇在位わずか33日目の1978年9月28日の午前4時45分にバチカン内の自室で遺体となって発見された。
急死後にヴィヨ国務長官に対する更迭布告文書がヨハネ・パウロ1世の寝室から紛失したことや、死後直ぐに死体に防腐措置が取られるなど、不可解な証拠隠滅や情報操作が行われた上に、ヨハネ・パウロ1世によるバチカン銀行の改革と自らの追放を恐れていたマルチンクス大司教が、普段は早朝に起床することがないにもかかわらず、なぜか当日早朝に教皇の寝室近辺にいたことが判明し、更迭が言い渡されていたヴィヨ国務長官やマルチンクス大司教、そしてマルチンクス大司教と関係の深かった「ロッジP2」のリーチオ・ジェッリ代表、さらにこの2人と関係の深い、アンブロシアーノ銀行のロベルト・カルヴィ頭取らによる謀殺説が囁かれることになった。

### カルヴィ暗殺事件
ヨハネ・パウロ1世による改革が頓挫した上に、後任者のヨハネ・パウロ2世が宗教事業協会の改革に対して興味を示さなかったために、その後もマルチンクス大司教らによる汚職は続いた。
しかし、1982年にマルチンクス大司教と「教皇の銀行家」と呼ばれていたアンブロシアーノ銀行のロベルト・カルヴィ頭取のもとで起こった、マフィアやロッジP2がからんだマネーロンダリングと多額の使途不明金の影響を受け同行が破綻した。さらに、カルヴィ頭取などの複数の関係者が暗殺されたことで、世界を揺るがす大スキャンダルとなった。なおその後カルヴィ頭取の暗殺には、「ロッジP2」のジェッリ代表やマフィアが関わっていたことが判明している。
なおこの事件以降、宗教事業協会の投資運用と資金調達を行う主力行としての業務はロスチャイルド銀行とハンブローズ銀行などが行っている。また、この事件は、映画ゴッドファーザーPARTIIIでも取り扱われている。

### 相次ぐ違法行為
この様な大スキャンダルに見舞われたものの、マルチンクス大司教が冷戦終結直後の1990年まで総裁の座につき続けるなど汚職体質は変わらず、宗教事業協会はその後も主要取引銀行を介して度々マネーロンダリングなどの違法な取引にかかわったと指摘されている。
近年も2009年11月と2010年9月の2度に渡り、宗教事業協会とエットレ・ゴッティ・テデスキ総裁が主要取引行の1つのクレーディト・アルティジャーノ銀行を介したマネーロンダリングを行ったとの報告を受けたイタリアの司法当局が捜査を行い、捜査の過程で2300万ユーロの資産が押収されている。

### バチリークス・スキャンダル
2012年5月24日、エットレ・ゴッティ・テデスキがIORから解任された。

### 元総裁の横領とマネーロンダリング
2021年1月21日、バチカン市国の裁判所は宗教事業協会の元総裁であるイタリア人のアンジェロ・カロイアに対して公金の横領とマネーロンダリングの罪で禁錮8年11ヶ月の有罪判決を言い渡した。カロイアは弁護士2人と共謀し、宗教事業協会が所有する20箇所以上の土地を市場で安値で売却したと見せかけ、スイスでマネーロンダリングを行ったため、起訴されていた。バチカン市国の裁判所が金融関連の犯罪で有罪判決を下すのは史上初であった。